# توره دی موستو
توره دی موستو (به ایتالیایی: Torre di Mosto) یک کومونه در ایتالیا است که در استان ونیز واقع شده‌است.

## خصوصیات
توره دی موستو ۳۸ کیلومترمربع مساحت و ۴٬۵۷۵ نفر جمعیت دارد و ۲ متر بالاتر از سطح دریا واقع شده‌است.